# LZ 104
Il dirigibile LZ 104 era un dirigibile di tipo rigido, con struttura in duralluminio, ricoperto in stoffa di cotone impermeabile, costruito in Germania dalla Luftschiffbau Zeppelin di Friedrichshafen nei primi anni dieci per scopi militari. L'LZ 104 apparteneva alla classe L.53 della Kaiserliche Marine, la Marina Imperiale tedesca, e divenne famoso durante la prima guerra mondiale per il fallito tentativo di raggiungere l'Africa per portare soccorso alle truppe tedesche che ivi combattevano contro gli Alleati. Per questo motivo ricevette il soprannome di Das Afrika-Schiff.

## Storia del progetto
Il dirigibile 'LZ 104 (numerazione tattica per l'impiego presso la Marina Imperiale L 59) venne costruito dalla ditta Luftschiffbau Zeppelin di Friedrichshafen a partire dal 1916. L'aeronave volò per la prima volta il 10 ottobre 1917.
Nel corso del 1916, su interessamento del professor Maximilian Zupitza il Ministero delle Colonie decise portare aiuto alle truppe coloniali tedesche impegnate in Africa Orientale. Il Ministero studiò un piano operativo per l'invio di medicine e rifornimenti bellici alle truppe del colonnello Paul Emil von Lettow-Vorbeck, ma ci volle più di un anno perché tale operazione passasse dalla fase progettuale a quella operativa. Ogni particolare del piano venne studiato in maniera meticolosa, seguendo il criterio di trasportare la maggior quantità di materiale nel minor spazio, e con il minor peso possibile. La lentezza con cui il progetto venne portato avanti si rivelò, però, dannoso per la sua riuscita dannosa, infatti quando tutto era pronto per la partenza, le truppe di von Lettow avevano abbandonato interamente il territorio dell'Africa Orientale Tedesca, ripiegando al di là del fiume Rovuma, all'interno della colonia portoghese del Mozambico. La lentezza con cui si procedette all'attuazione del piano fu, in parte, dovuta all'influenza esercitata sullo stesso da parte del Kaiser Guglielmo II, che diede la sua approvazione solo dopo lunghe riflessioni.
Infatti nel gennaio 1917 le truppe del generale sudafricano Jan Christiaan Smuts avevano lanciato un'offensiva contro le forze tedesche, comandate dal colonnello von Lettow Vorbeck, trincerate sull'altopiano di Makonde, nell'Africa Orientale Tedesca (nell'odierna Tanzania), costringendole dopo aspri combattimenti alla ritirata.
Il comando della Marina Imperiale decise di puntare, quindi, sul mezzo aereo, e precisamente sul dirigibile. Originariamente venne preso in considerazione l'impiego dell'LZ 102 (designazione tattica L 57), che aveva volato per la prima volta il 26 settembre 1917. Nello stesso mese questa aeronave rimase gravemente danneggiata da una burrasca mentre si dirigeva verso la base di Jüterbog, andando poi persa per incendio l'8 ottobre dello stesso anno.
Il 25 ottobre dello stesso anno il comandante del servizio aeronavi, Peter Strasser, prese la decisione di impiegare il dirigibile LZ 104, di cui venne ordinato il completamento, e che ricevette la designazione tattica di L 59. Per la partenza della missione di soccorso venne presa in considerazione la base aerea di Jambol, situata in Bulgaria. In vista del lunghissimo volo senza ritorno l'aeronave di tipo rigido, lunga 196 metri, venne sottoposta ad imponenti lavori di ingrandimento. Il dirigibile venne allungato di circa 30 metri, mentre il diametro fu portato a 24 metri, di modo che il suo volume interno arrivasse a 68 500 metri cubi. Per la realizzazione dell'impresa si fece ricorso ad ogni possibile accorgimento della tecnica al fine di diminuirne il peso morto Il peso a pieno carico dell'aeronave era pari a 79 500 kg, dei quali 27 600 dati dal peso della struttura, ed i restanti 52 000 dal materiale trasportato. Il dirigibile così completato volò per la prima volta il 19 ottobre 1917.

## Tecnica
Si trattava di un dirigibile di tipo rigido, con struttura in duralluminio, ricoperto in stoffa di cotone impermeabile. L'idrogeno era contenuto in sedici celle, che avevano una capienza totale di 68 500 metri cubi.
La propulsione era affidata a cinque motori Maybach HSLu a 6 cilindri in linea raffreddati ad acqua, eroganti la potenza di 240 CV (180 kW) ciascuno, posizionati in due coppie, lateralmente sul lato inferiore dell'involucro e sostenuti da tralicci, più uno nella gondola principale. Essi azionavano eliche bipala lignee Jaray. I propulsori consentivano all'aeronave di raggiungere una velocità massima di circa 103 km/h. Tale velocità era solamente teorica, raggiungibile solo in particolari condizioni atmosferiche favorevoli. La strumentazione presente a bordo includeva un potente radiotelegrafo Telefunken da 800 watt, gestito da due operatori.

## Impiego operativo
Il trasferimento del LZ 59 dal cantiere di Staaken, situato nei pressi di Spandau, alla base di Jambol, in Bulgaria, iniziò il mattino del 3 novembre 1917 sotto la supervisione del dottor Hugo Eckener. A bordo del dirigibile vi era una commissione di esperti del Ministero della Marina e di ingegneri della società Deutschen Luftschiffsfahrt. Nonostante alcune avversità atmosferiche e un guasto all'elica del motore anteriore, l'aeronave proseguì nella sua rotta e raggiunse Jambol, dopo un volo di 28 ore senza incidenti, a mezzogiorno del 4 novembre. I preparativi per raggiungere il continente africano iniziarono subito, come comandante venne designato il Kapitänleutnant Ludwig Bockholt, mentre la missione ricevette il nome in codice di China-Sache, liberamente tradotto come China Show o China Matter. Purtroppo la partenza dovette essere rimandata più volte a causa delle sfavorevoli condizioni meteorologiche. Dopo un primo tentativo abortito, il 13 novembre, il dirigibile decollò per la seconda volta il 16 dello stesso mese. L'aeronave incontrò avverse condizioni meteo, incappando in un violento temporale ed inoltre ad Akhisar fu fatta oggetto dal fuoco contraereo della fanteria turca (che ne ignorava la nazionalità), venendo ripetutamente colpita. Visti i danni il comandante Bockholt, preoccupato per la perdita di idrogeno, decise di rientrare alla base di partenza, dopo 32 ore volo, e quasi 1 500 km complessivamente percorsi.

### Il volo verso l'Africa
Alle ore cinque del mattino del 21 novembre il dirigibile decollò definitivamente da Jambol in direzione dell'Africa. La località di atterraggio prevista doveva essere l'altipiano del Makonda, dove si trovavano le truppe di von Lettow-Vorbeck, posto ad una distanza di oltre 6 700 km dal punto di partenza. L'equipaggio era composto da 22 persone; al comando di un ufficiale di grande esperienza, Ludwig Bockholt, affiancato dal tenente Grussendorf che si sarebbe dovuto lanciare con il paracadute sul campo di Makonda. Una volta a terra Grussendorf avrebbe concordato con il colonnello von Lettow-Vorbeck le modalità di atterraggio dell'aeronave.
Il dirigibile sorvolò le coste occidentali dell'Asia Minore, sorvolando Adrianopoli, il Mare di Marmara, Smirne, Efeso, e quindi Rodi e le altre isole del Dodecaneso. Vicino all'isola di Creta incappò in un temporale, entrando quindi nelle nubi e poi nella pioggia tamburellante. Uscì dalla pioggia alle 05:15 in prossimità di Marsa Matruh, in Cirenaica. L'aeronave sorvolò il deserto del Sahara, dirigendo verso la valle del Nilo, mantenendosi sempre ad una quota variabile tra 700 e i 11000 metri. Raggiunse quindi l'imponente fiume all'altezza di Wadi Halfa. Quel pomeriggio si verificò un malfunzionamento ad un motore, che comportò la definitiva perdita del propulsore. Ciò non permise di effettuare nuove trasmissioni radio, anche se restava la possibilità di ricevere messaggi. La mattina dopo il dirigibile quasi si schiantò al suolo a causa delle turbolenze generate dal calore emanato dalle dune sottostanti, e dal loro successivo raffreddamento, che riduceva la galleggiabilità del suo gas. L'equipaggio soffrì di mal di testa, allucinazioni e affaticamento generale dovuto alla forte calura del mezzogiorno e all'intenso freddo notturno.
Il viaggio del LZ 59 proseguì al di sopra del Nilo lungo il Sudan, fino a quando l'equipaggio poté vedere, in basso, la biforcazione del Nilo Bianco e del Nilo Azzurro, all'altezza di Khartoum. L'impresa finora compiuta dall'equipaggio tedesco poteva ritenersi assolutamente eccezionale, per gli standard dell'epoca

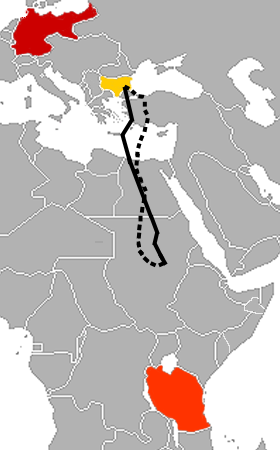
Rotta del volo per l'Africa

Nonostante tutte le difficoltà incontrate, LZ 59 continuo a volare sopra l'interno del Sudan, ed il 23 novembre l'aeronave si trovava a 201 km (125 miglia) ad ovest di Khartoum, in rotta verso il territorio del Kenya, quando ricevette un messaggio che diceva: L'ultimo punto di resistenza è caduto. L'intero altopiano dei Makonde è caduto. Le truppe di von Lettow Vorbeck sono state fatte prigioniere. Tornate indietro. L'equipaggio composto totalmente da volontari implorò il comandante di continuare nella missione, ma Bockholt ordinò che il dirigibile invertisse la rotta, mettendo la prua a nord, in direzione della Bulgaria.
Il volo di ritorno avvenne via Sudan, risalendo la valle del Nilo fino in Egitto, riattraversando poi il Sahara, il Mediterraneo e parte dell'Asia Minore, su cui si ebbero momenti di tensione. L'equipaggio dovette scongiurare un altro potenziale disastro, dovuto alla perdita di galleggiabilità dell'aeronave.
La mattina del 25 novembre 1917, dopo aver percorso 6 757 km (oltre 4 200 miglia) in 95 ore di volo alla velocità media di 71 km/h, ovvero quasi quattro giorni in aria, il dirigibile atterrò sulla base di Jambol. Nei serbatoi di carburante dello Zeppelin rimaneva ancora abbastanza carburante residuo per rimanere in aria ancora per 64 ore. Molti anni sarebbero passati prima che tale record fosse battuto.
L'invio del radiomessaggio venne successivamente rivendicato dal capo dei servizi segreti britannici in Egitto Richard Meinertzhagen. Il testo simulava che le truppe al comando di von Lettow-Vorbeck si erano arrese. Gli inglesi, dopo aver infranto il codice radio navale tedesco, erano a conoscenza del volo e della missione, e gli Squadron da caccia dell'East Africa's Royal Flying Corps (RFC) erano stati allertati in vista dell'arrivo dell'aeronave tedesca. Tuttavia sembra che quello che costrinse il dirigibile a tornare indietro fu un segnale trasmesso dallo stesso von Lettow-Vorbeck. Un debole segnale radio tedesco venne amplificato e ritrasmesso dalle stazioni posizionate in territori amici o neutrali, e dopo qualche ora raggiunse il comando navale tedesco. Questo messaggio informava che von Lettow-Vorbeck non si era arreso, ma che le Schutztruppe non erano state in grado di tenere la pianura intorno a Mahenge, la destinazione finale prevista del dirigibile, ed erano state costrette dall'artiglieria inglese a ritirarsi sulle montagne frastagliate, dove il dirigibile non avrebbe avuto alcuna possibilità di atterrare senza rischiare un'esplosione. Senza alcuna speranza di un avere un posto per atterrare in sicurezza e con ogni probabilità prevedendo la sua distruzione o il fatto che potesse cadere in mani nemiche, il comando tedesco non ebbe altra scelta che ordinare il ritorno del dirigibile in Bulgaria. Il segnale di richiamo fu inviato dalla stazione radio dell'ammiragliato situata a Nauen. Nonostante il fallimento della missione l'avventura dell'LZ 59 venne definita eroica, e rimase per sempre negli annali della Marina Imperiale tedesca. In seguito la trascrizione del messaggio radio fu segnalata per essere stata trovata negli archivi sulla Prima Guerra Mondiale in Germania, nonché in una intercettazione radio turco-tedesca (segnata come Segreta) conservata negli archivi del British Public Records office.
Dopo il fallito volo per l'Africa il comando della Marina Imperiale non sapeva cosa fare dell'aeronave, in quanto nessuno si era aspettato che tornasse dalla missione. La domanda del comandante Bockholt per tentare nuovamente il viaggio verso l'Africa venne respinta, ed il dirigibile venne offerto ad Enver Pasha per rifornire l'esercito ottomano impegnato in Arabia o per la ricerca di mine al largo Costantinopoli, ma senza alcun seguito.
Successivamente si decise che l'LZ 59 fosse riconvertito per uso bellico, e per eseguire i lavori, tra la fine del 1917 e l'inizio del 1918, l'aeronave ritornò in Germania. Nei primi mesi del 1918 il dirigibile ritornò in Bulgaria ed eseguì alcune azioni belliche in Medio Oriente, sul Mar Nero e sull'Italia.

### Il bombardamento di Napoli
Il mattino del 10 marzo 1918 il dirigibile LZ 59 decollò dalla propria base di Jambol, per effettuare un bombardamento avente come obiettivo Napoli. Il bersaglio principale erano le officine metallurgiche ILVA di Bagnoli, ed il porto di Napoli. L'aeronave, al comando del comandante Ludwig Bockholt, raggiunse il cielo di Scutari, Albania, verso mezzogiorno ed iniziò a volare in cerchio sul territorio albanese in attesa dell'oscurità. Alle ore venti il dirigibile salì alla quota di 3 000 m ed iniziò ad attraversare l'Adriatico, giungendo in vista del territorio italiano nei pressi della zona di Torre di Porticello, vicino a Vieste. Alle ore 1:00 dell'11 marzo il dirigibile nel cielo di Napoli, ad una quota stimata tra 3 650 e 4 880 metri. La città era quasi completamente illuminata, e il comandante Bockholt poté agevolmente lanciare l'intero carico di bombe, circa quaranta ordigni per un peso complessivo di 6 400 kg.
Invece di colpire gli obiettivi previsti, le bombe colpirono i quartieri abitati, provocando notevoli danni alle abitazioni e almeno 16 vittime fra la popolazione civile. Anche se il dirigibile era stato avvistato in fase di avvicinamento all'obiettivo da un treno armato della Regia Marina che stazionava a Termoli e da due stazioni ferroviarie, non si registrò alcuna reazione da parte delle postazioni contraeree permanenti. La sola reazione giunse dalla difesa marittima alle ore 1:15, dopo che le bombe erano già state lanciate.
In un primo tempo i comandi militari italiani pensarono che il bombardamento dell'11 marzo fosse stato effettuato da una squadriglia di aerei. Venne costituita un'apposita Commissione di inchiesta, diretta dal generale Alibrandi, che chiese il rinvio a giudizio presso il tribunale militare del comandante della difesa antiaerea di Napoli, maggiore Mazzucca, del tenente che doveva essere in servizio la notte del bombardamento e del radiotelegrafista di turno. Successivamente il Commissario Generale dell'Aeronautica, onorevole Eugenio Chiesa, esonerò i comandanti della difesa antiaerea di Napoli, Foggia e Termoli. Il bombardamento ebbe molta enfasi sulla stampa tedesca: il giornale Tagliesche Rundschau del 13 marzo 1918 dedicò un articolo all'azione bellica, descrivendo con enfasi la punizione toccata agli antichi e fedifraghi alleati.
Pochi giorni dopo il bombardamento su Napoli, il dirigibile effettuò una missione su Atene, ma senza provocare danni. Il 20 marzo 1918 eseguì una missione contro Porto Said, che dovette essere abortita prematuramente a causa dei forti venti contrari.

### La perdita dell'aeronave

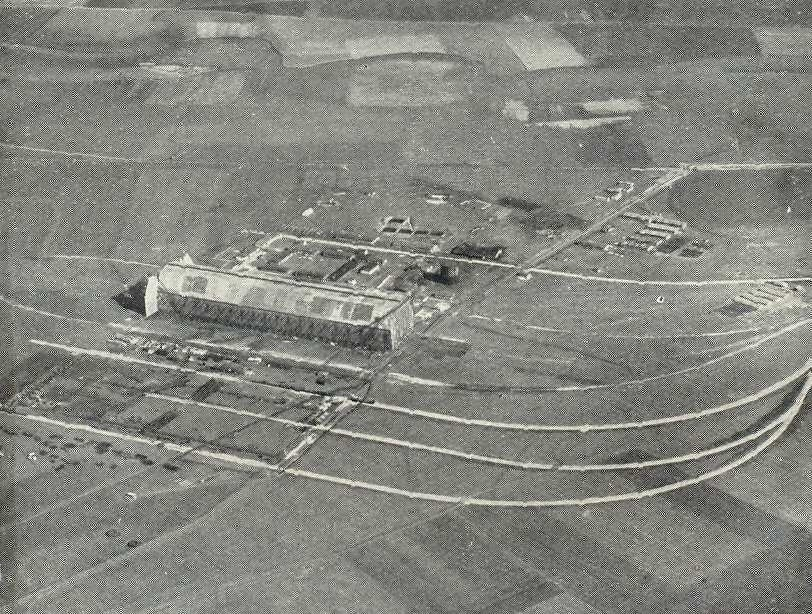
L'hangar di ricovero a Jambol, in Bulgaria

La carriera dell'LZ 59 si concluse in modo tragico il 7 aprile 1918. Nel corso di una incursione sull'isola di Malta, che aveva per obiettivo il Gran Harbour, alle ore 20:34 l'aeronave esplose in volo sul Mar Adriatico per ragioni sconosciute. Il dirigibile aveva appena sorvolato il sommergibile UB-53 che si apprestava a forzare lo sbarramento posto sul Canale di Otranto. Alcune esplosioni interne squarciarono i fianchi del dirigibile, che si incendiò immediatamente e precipitò in mare affondando senza che vi fosse alcun superstite tra i 21 membri dell'equipaggio. Non sembra che fosse stato colpito dalla contraerea, l'ipotesi più probabile è che l'incendio sia stato causato da vapori di benzina avio, forse dovuti ad una perdita dei serbatoi. Il comandante del sommergibile, tenente di vascello Robert Sprenger, stimò il punto dell'incidente a 41° 2' di latitudine nord e 18°53' di longitudine est.

## Utilizzatori
Germania
- Kaiserliche Marine

## Cultura di massa
L'impresa del dirigibile LZ 59 venne narrata dal tenente Johannes Goebel, membro del suo equipaggio, nel libro autobiografico Voli di guerra - 40.000 km in Zeppelin edito in Italia da Omero Marangoni Editore, Milano, 1933.
La missione a lunga distanza dell'aeronave LZ 59 è anche la protagonista del romanzo storico The Ghosts of Africa, scritto nel 1980 dallo scrittore anglo-canadese William Stevenson, e ambientato durante la campagna dell'Africa Orientale tedesca. Il protagonista del romanzo O Olho de Hertzog, edito nel 2010 dallo scrittore portoghese João Paulo Borges Coelho, ed ambientato in Mozambico nella fasi successive alla fine della prima guerra mondiale, arriva in Africa lanciandosi con un paracadute da un dirigibile.